# Vodacom Cup 2014
La Vodacom Cup de 2014 fue la 17.ª edición del torneo para selecciones provinciales de Sudáfrica. Fue celebrado en el primer semestre en paralelo al Súper Rugby, mientras que la Currie Cup se disputó en el segundo semestre. El campeón fue el equipo de Griquas, que obtuvo su quinto campeonato.

## Sistema de disputa
El torneo se disputó en zonas que se distribuyeron por cercanía geográfica, los cuatro mejores equipos de cada zona clasificaron a los cuartos de final.

## Clasificación
Los siguientes equipos participaron:

### Sección Norte
| Pos. | Equipo             | Encuentros | Encuentros | Encuentros | Encuentros | Tantos | Tantos | Tantos | PB | PB | Puntos |
| Pos. | Equipo             | PJ         | PG         | PE         | PP         | F      | C      | Dif    | BO | BD | Puntos |
| ---- | ------------------ | ---------- | ---------- | ---------- | ---------- | ------ | ------ | ------ | -- | -- | ------ |
| 1.º  | Pumas              | 7          | 7          | 0          | 0          | 322    | 105    | +217   | 4  | 0  | 32     |
| 2.º  | Griquas            | 7          | 6          | 0          | 1          | 259    | 134    | +125   | 3  | 0  | 27     |
| 3.º  | Blue Bulls         | 7          | 5          | 0          | 2          | 313    | 111    | +202   | 4  | 2  | 26     |
| 4.º  | Golden Lions       | 7          | 4          | 0          | 3          | 256    | 178    | +78    | 3  | 1  | 20     |
| 5.º  | Leopards XV        | 7          | 3          | 0          | 4          | 227    | 178    | +49    | 4  | 2  | 18     |
| 6.º  | Griffons           | 7          | 2          | 0          | 5          | 182    | 240    | -58    | 3  | 1  | 12     |
| 7.º  | Falcons            | 7          | 1          | 0          | 6          | 180    | 262    | -82    | 3  | 1  | 8      |
| 8.º  | Limpopo Blue Bulls | 7          | 0          | 0          | 7          | 47     | 578    | -531   | 0  | 0  | 0      |

### Sección Sur
| Pos. | Equipo                 | Encuentros | Encuentros | Encuentros | Encuentros | Tantos | Tantos | Tantos | PB | PB | Puntos |
| Pos. | Equipo                 | PJ         | PG         | PE         | PP         | F      | C      | Dif    | BO | BD | Puntos |
| ---- | ---------------------- | ---------- | ---------- | ---------- | ---------- | ------ | ------ | ------ | -- | -- | ------ |
| 1.º  | Natal Sharks           | 7          | 6          | 0          | 1          | 215    | 120    | +95    | 3  | 0  | 27     |
| 2.º  | Free State Cheetahs    | 7          | 5          | 0          | 2          | 277    | 148    | +129   | 5  | 1  | 26     |
| 3.º  | SWD Eagles             | 7          | 5          | 0          | 2          | 240    | 164    | +76    | 4  | 1  | 25     |
| 4.º  | Western Province       | 7          | 5          | 0          | 2          | 215    | 138    | +77    | 3  | 0  | 23     |
| 5.º  | Eastern Province Kings | 7          | 3          | 0          | 4          | 171    | 165    | +6     | 1  | 2  | 15     |
| 6.º  | Boland Cavaliers       | 7          | 2          | 0          | 5          | 158    | 197    | -39    | 2  | 1  | 11     |
| 7.º  | Simba XV               | 7          | 1          | 0          | 6          | 102    | 283    | -181   | 1  | 2  | 7      |
| 8.º  | Border Bulldogs        | 7          | 1          | 0          | 6          | 124    | 287    | -163   | 1  | 0  | 5      |

|  | Cuartos de final. |

### Cuartos de final
| 2 de mayo | Natal Sharks | 20 - 27 | Golden Lions | KP2, Kings Park, Durban |  |

| 2 de mayo | Pumas | 13 - 8 | Western Province | Mbombela Stadium, Nelspruit |  |

| 3 de mayo | Free State Cheetahs | 21 - 22 | Blue Bulls | Free State Stadium, Bloemfontein |  |

| 3 de mayo | Griquas | 84 - 15 | SWD Eagles | Griqua Park, Kimberley |  |

### Semifinales
| 9 de mayo | Pumas | 14 - 15 | Griquas | Mbombela Stadium, Nelspruit |  |

| 10 de mayo | Blue Bulls | 15 - 16 | Golden Lions | Loftus Versfeld, Pretoria |  |

### Final
| 16 de mayo | Griquas | 30 - 6 | Golden Lions | Griqua Park, Kimberley |  |

| Bandera de Sudáfrica |
| Campeón Griquas      |
| Quinto título        |